# 17484 Ganghofer
17484 Ganghofer è un asteroide della fascia principale. Scoperto nel 1991, presenta un'orbita caratterizzata da un semiasse maggiore pari a 2,7004117 UA e da un'eccentricità di 0,1713004, inclinata di 2,20348° rispetto all'eclittica.